# Арка-Юрт
Арка-Юрт (рос. Арка-Юрт) — печера в Башкортостані, Росія. Печера горизонтального типу простягання. Загальна протяжність — 252 м. Глибина печери становить 13 м. Категорія складності проходження ходів печери — 1. Печера відноситься до Зилімо-Аскинського підрайону Зилімо-Інзерського району Південної області Західноуральської спелеологічної провінції.